# Gastineau Massamba
Pour les articles homonymes, voir Massamba.
Gastineau Massamba est un artiste peintre, sculpteur et poète né en 1973 à Poto-Poto à Brazzaville en République du Congo.

## Biographie
Gastineau Massamba dit Gastineau Forever Massamba dit GFM est le fils de l'Artiste et Professeur de l'école nationale de Beaux-arts de Brazzaville Albert Massamba et de l'autrice Béatrice M'bongo Eyemandokoh. Il est très jeune initié à l'art par son père. Dans sa jeunesse il côtoie également beaucoup les amis artistes de son père comme Joachim Badindamana, Bernard Mouanga Nkodia et Marcel Gotène. 
Lorsqu'il décide de devenir artiste, son père qui aurait souhaité le voir devenir avocat ou journaliste le met à la porte. Après des études de lettres et de littérature, il poursuit ses études en Arts à l'école des Arts de la Tsiemé de Talangaïvit (dans l'atelier de  Remy Mongo-Etsion). Sa jeunesse est d'abord marquée par les évènements de 1997 puis par la guerre civile qui va marquer durablement ses travaux.
En 2002, il expose des sculptures en bronze à la Biennale du Ciciba (Centre International de la Civilisation Bantu), de Brazzaville. Toujours des bronzes modernes à la mairie de Brazzaville en 2003, puis des œuvres en terre-cuite à la Biennale de Dakar en 2004. En 2006 il présente des sculptures contemporaines en fer au Centre Culturel Français de Brazzaville, puis des bronzes réalisés lors d'une première résidence au Centre d’Art Contemporain Fondation Jean-Paul Blachère d'Apt. En 2007 plusieurs expositions présentent ses peintures en Belgique ainsi qu'à la Biennale de DUTA, à Douala, Cameroun. Entre 2008 et 2012 il multiplie les expositions entre Paris, l'Espagne, Bilbao, le Maroc et le Congo. En 2011 il participe à l'exposition « Expériences Africa » au Musée Royal de l'Afrique Centrale de Tervuren.
Gastineau Massamba quitte son pays le 7 juillet 2012 et s'installe en France. En 2012 il propose « Regards africains croisés » lors de la Biennale Internationale d’Art Contemporain de Casablanca, dans les murs de la Fondation Attijariwafa Bank. Suivie en 2013 par « Regards africains contemporains », toujours à la Fondation Attijariwafa Bank de Casablanca.
Le 7 juillet 2016 la France lui refuse la régularisation de ses papiers alors que ses œuvres atteignent une cotation internationale et qu'il paye ses impôts en France depuis plusieurs années. Cette année-là il expose à Londres avec Bandjoun Station, à Paris au salon AKAA avec la Galerie K021, à New York lors de la AMREFArt Ball puis à l'Espace Talan de Tunis avec la Galerie Aicha Gorgi. Il a laissé de côté la sculpture et la peinture pour se mettre à réaliser de grandes broderies qui connaissent un succès international. "L'art contemporain dit africain ça existe depuis les années 60. Être artiste africain c'est une forme de ghettoïsation que je ne supporte pas, je suis artiste et je suis africain" Déclare Gastineau dans l'Express.
En 2017 il propose pas moins de 11 expositions, au Palais des Papes d'Avignon avec « Les Éclaireurs, Fondation Blachère », au Maroc au GVCCCasablanca, au Cameroun avec « New war it’s just a game ? », qui fait suite à une résidence à Bandjoun Station, le centre d'art de son ami Barthélémy Toguo, au Centre d’art contemporain d'Essaouira au Maroc, à la Fondation Donwahi d'Abidjan en Côte d’Ivoire, au Musée de l’IFAN de Dakar au Sénégal, au Palais des Nations Unies de Genève en Suisse, à Paris AKKA, Galerie AAB Paris, et enfin la Guadeloupe toujours avec Bandjoun Station pour la Pool Art Fair.
Les années suivantes il continue d'exposer ses broderies entre l'Europe et l'Afrique jusqu'en 2020 où il arrête le tissu pour se mettre à peindre des corps noirs sur fond noir, un travail qu'il présente à galerie Anne de Villepoix à Paris puis au Kunsthalle Krems en Autriche.

## Œuvre
Gastineau Massamba est un artiste qui se renouvelle régulièrement. D'abord sculpteur, il est passé de la terre cuite au bronze puis à la soudure de métaux de récupération, avant de se mettre à peindre puis à tisser de très grands formats qui peuvent atteindre une taille de vingt mètres. Il a également eu toute une période d'installations et de performances avant de se remettre à peindre des corps noirs sur fond noir.

## Principales expositions
- 2001 « Matières I », Espace André Malraux, Brazzaville, Congo
- 2002 Biennale du CICIBA (Centre Internationalde la Civilisation Bantu), Brazzaville, Congo
- 2003 « Matières II », Espace André Malraux, Brazzaville, Congo
- 2004 Biennale de Dakar
- 2005 Fondation Blachères, Apt
- 2006 « Gastineau Massamba », Centre d’Art Contemporain Fondation Jean-Paul Blachère, Apt,France
- 2007 Biennale de DUTA, Douala, Cameroun /  « De l’Égypte à l’Ailleurs, Congo contemporain », Espace André Malraux,Brazzaville, Congo
- 2008 Résidence du DR. Levi Weimann-Kinsmann, New York, USA / « Today »Résidence de Susana Rodriguez, Salvador de Bahia, Brésil
- 2009 « Retrospective Gastineau Massamba », Tse Tse Art Gallery, Gand, Belgique
- 2010 « Reves technologiques africains » (performance), Musée d’art contemporain de Gand, Belgique
- 2012 Biennale Internationale d’Art Contemporain de Casablanca
- 2013 « Vanité Vanité », Galerie K021, Paris, France
- 2014  Salon International du Fil, Galerie K021, Paris, France
- 2015 « Black Utopia », Galerie K021, Paris, France
- 2016 Londres avec Bandjoun Station, /AKKA Paris avec Galerie K021 /AMREFArt Ball, New York / « God Save the King », Jack Bell Gallery, Londres, GB
- 2017 « Les Eclaireurs, Fondation Blachère », Palais des Papes, Avignon / « New war it’s just a game ? », Bandjoun Station, Cameroun / « Lumières d’Afrique », Fondation Donwahi, Abidjan, Côte d’Ivoire / Salon international du fil, Musée de l’IFAN, Dakar, Sénégal / Palais des Nations Unies,Genève, Suisse / « Itinéraires »,Galerie Art-Z, Paris, France / Pool Art Fair avec Bandjoun Station, Guadeloupe, France
- 2018 « Fragility »Galerie HCE, Saint Denis, France / « Cierto Apego a Tradiciones »,  Museo Artes Decorativas, La Havane, Cuba / « Ego Logy », International Cultural Institute, Venise, Italie
- 2020 « L’Afrique fantôme », Galerie Anne de Villepoix, Paris, France / « L’Afrique fantôme » Manifesta, Lyon, France / « Lumières d’Afriques », The Standard Bank Gallery, Johannesburg, Afrique du Sud
- 2021 « MANDOLA...» , Galerie Anne de Villepoix, Paris
- 2022 « The New African portraiture. Shariat Collections », du 19.11 2022 au 10.04 2023, Kunsthalle Krems, Autriche
- 2023 « Mokili Banga ntâba…» , Galerie Anne de Villepoix, Paris / "Makuku mâ tàtû" Espace Art Absolument, Paris

## Collections publiques
- Fondation African Artists for Development, Paris
- Ministère de la Justice - République du Congo, Brazzaville
- Délégation Union Européenne - République du Congo, Brazzaville
- Palais du Plateau (Présidence de la République du Congo)

## Collections privées
- Collection Amir Shariat
- Fondation Blachère
- Fondation Beneton
- Centre d'art Barthélémy Toguo
- Collection Rodolphe Janssen
- Collection Dr Jean-Blaise Bilombo Alain Ndalla
- Collection Edouard M'bongo

## Vidéographie
- Gastineau défendre l'art et l'humain. (In Vivo prod, 32')[13]. Documentaire de Jonathan Bougard, 2023
- Baby Joachim Damana, les demoiselles de Brazzaville. Documentaire de Jonathan Bougard dans lequel Gestineau Massamba retrace le destin du sculpteur congolais Jaochim Badindamana. (In Vivo prod, 2023, 26')

## Galerie

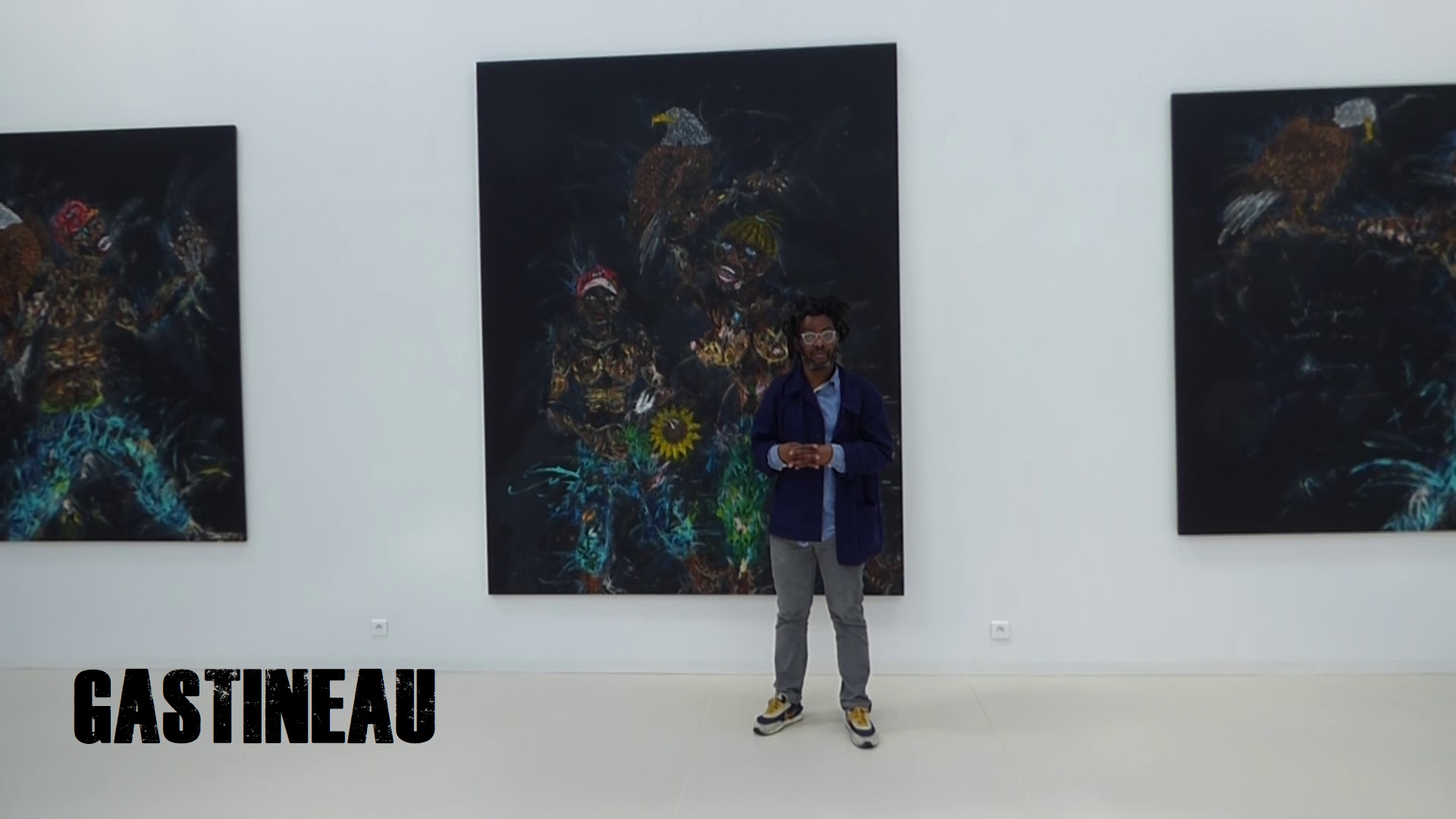
Gastineau Massamba galerie Anne de Villepoix à Paris en 2023 lors de son exposition « Mokili Banga ntâba…»